# التسلسل الزمني للدولة العثمانية

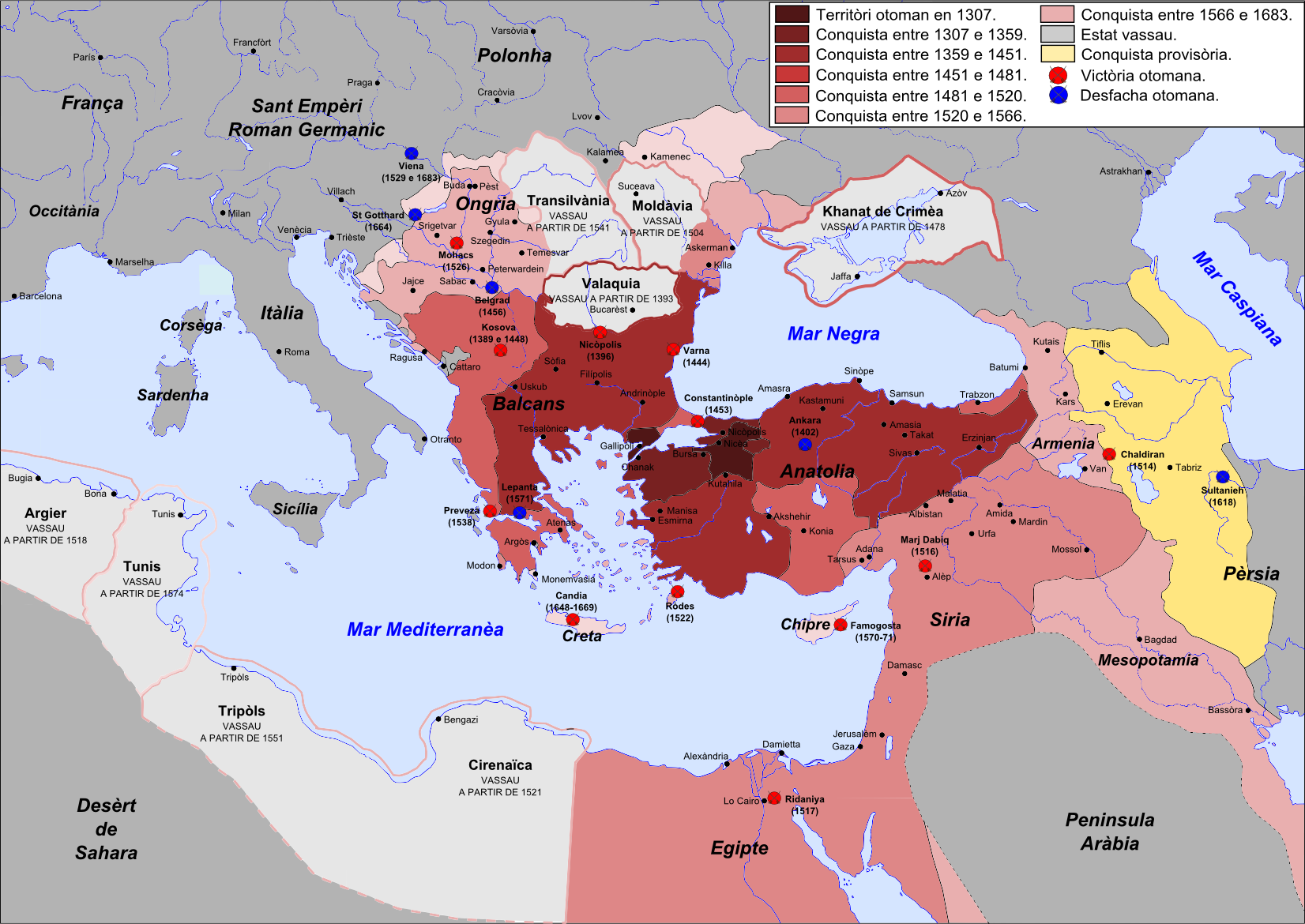
خريطة للتوسع الإقليمي للدولة العثمانية من 1307 إلى 1683.

يقدم هذا المقال تسلسلًا زمنيًا للدولة العثمانية.
هذا الجدول الزمني غير مكتمل. قد تكون بعض الأحداث الهامة مفقودة. الرجاء المساعدة في الإضافة إليها.

## القرن 14
| السنة   | التاريخ     | الحدث |
| ------- | ----------- | --- |
| 1298    |             | بدأ عهد عثمان الأول مؤسس الدولة العثمانية.                                                                                                |
| 1302    | 27 يوليو    | معركة بافيوس أول المعارك بين العثمانيين والبيزنطيين.                                                                                      |
| 1326    |             | اعتلاء أورخان غازي الحكم. |
| 1326    |             | فتح العثمانيون بورصة بعد حصارها. ومن ثم أصبحت المدينة عاصمتهم الأولى.                                                                     |
| 1329    | 10–11 يونيو | يونيو معركة بيليكانون. أكمل العثمانيون احتلالهم لبيثينيا والجزء الشمالي الغربي من الأناضول.                                               |
| 1328-31 |             | غزا العثمانيون نيقية بعد حصارها. |
| 1362    | مارس        | وفاة أورخان غازي. اعتلاء مراد الأول الحكم.                                                                                                |
| 1365    |             | معركة صرب صنديغي. اضطرت بلغاريا لدفع الضرائب، وتراجع الإمبراطورية البلغارية.                                                              |
| 1369    |             | فتح أدرنة. واَضحت المدينة من (1413-1458) العاصمة الثانية.                                                                                  |
| 1371    | 27 سبتمبر   | معركة ماريتسا. أُجبرت صربيا على إعلان ولائها للدولة العثمانية.                                                                             |
| 1385-87 |             | معركة بلوتشنيك. |
| 1389    | 15 يونيو    | انتصار اعثمانيين على الصرب في معركة قوصوه. فأخذ العثمانيين معظم صربيا، إلا أن مراد الأول قد قتل في المعركة، فخلفه بايزيد الأول على الحكم. |
| 1396    | 25 سبتمبر   | معركة نيقوبوليس. واحتلال العثمانيين لمعظم بلغاريا، وانتهاء الإمبراطورية البلغارية الثانية.                                                |
| 1399    |             | بنى بايزيد الأول مسجد بورصة الكبير. |

## القرن 15
| السنة     | التاريخ      | الحدث |
| --------- | ------------ | --- |
| 1402      | 20 يوليو     | معركة أنقرة وبها دخل العثمانيون مرحلة فتور قصيرة المدى. وتعتبر المعركة مهمة في التاريخ العثماني لأنها المرة الوحيدة التي أسر فيها السلطان شخصيًا.                                                        |
| 1413-1402 |              | فترة خلو العرش أو الحرب الأهلية العثمانية. وظهرت بوفاة بايزيد الأول 1402 بعدما هزمه التركي المغولي تيمورلنك وأسره في معركة أنقرة. فانهارت الوحدة العثمانية، ولكن أعاد ابنه محمد الأول توحيدها سنة 1413. |
| 1413      | 5 يوليو      | حسمت معركة تشامورلي الحرب الأهلية بانتصار محمد الأول واعتلائه سدة الحكم. |
| 1421      | 26 مايو      | اعتلى مراد الثاني سدة الحكم. |
| 1422      |              | حصار القسطنطينية (1422). أول حصار شامل للقسطنطينية من العثمانيين. |
| 1428-1427 |              | احتل العثمانيون إمارة كرمايان. |
| 1432      | 30 مارس      | ولادة محمد الفاتح. |
| 1444-1443 |              | حملة فارنا الصليبية. |
| 1444      | 10 نوفمبر    | معركة فارنا حيث دخلت المورة وبلغاريا في سلطة الدولة العثمانية. وازداد نفوذ السلطنة في البلقان. |
| 1448      | 17–20 أكتوبر | معركة قوصوه الثانية. دخل كامل البلقان تحت الحكم العثماني. |
| 1453      | 29 مايو      | فتح القسطنطينية على يد محمد الفاتح، وقد مات الإمبراطور البيزنطي الأخير قسطنطين الحادي عشر في القتال. |
| 1459      |              | الاستيلاء على ديسبوتية الصرب. |
| 1460      |              | استولى محمد الفاتح على المورة. |
| 1461      |              | استولى محمد الفاتح على طرابزون وأنهى امبراطوريتها. |
| 1461      |              | ضمت أراضي بنو جاندار إلى الدولة العثمانية. |
| 1462      |              | بدأ محمد الفاتح في بناء قصر طوب قابي. |
| 1463      |              | غزا العثمانيون البوسنة. |
| 1479-1463 |              | الحرب العثمانية–البندقية. |
| 1473      |              | معركة أوتلق بلي؛ هزم محمد الفاتح أوزون حسن سلطان آق قويونلو. |
| 1475      |              | استولى كدك أحمد باشا على كافا. أصبحت القرم تابعة للعثمانيين. |
| 1478      |              | تم الاستيلاء على ألبانيا. |
| 1480      |              | استولى كدك أحمد باشا على أوترانتو، في الطرف الجنوبي الشرقي لإيطاليا لتكون قاعدة لمزيد من الهجمات على إيطاليا (أخليت بعد وفاة محمد الفاتح).                                                              |
| 1481      | 3 مايو       | وفاة محمد الفاتح واعتلاء بايزيد الثاني. |
| 1481      |              | حارب السلطان جم بايزيد الثاني على العرش. هذا الحدث مهم للتاريخ العثماني. كان هناك جمود ونزاعات داخلية.                                                                                                  |
| 1482      |              | احتلال دوقية سانت سافا [الإنجليزية]. |
| 1491-1485 |              | الحرب العثمانية المملوكية. |
| 1487      |              | الاستيلاء على إمارة قرمان. |
| 1498      |              | الاستيلاء على زيتا [الإنجليزية]. |
| 1503-1499 |              | الحرب العثمانية–البندقية (1499–1503) [الإنجليزية]. |

## القرن 16
| السنة     | التاريخ      | الحدث |
| --------- | ------------ | --- |
| 1512      | 24 أبريل     | صعود سليم الأول غير المرن إلى العرش. |
| 1514      |              | معركة جالديران؛ هزم سليم الأول إسماعيل الصفوي، فأضحى شرق الأناضول لأول مرة تحت السيطرة العثمانية. |
| 1516      |              | معركة مرج دابق. هزم سليم الأول قانصوه الغوري سلطان مماليك مصر الذي قتل في المعركة. فأصبح الشام تحت الحكم العثماني. |
| 1517      |              | معركة الريدانية؛ هزم سليم الأول طومان باي سلطان مماليك مصر. فأصبحت مصر تحت الحكم العثماني. |
| 1517      |              | قدم بيري ريس لسليم الأول أول خريطة للعالم. |
| 1519      |              | وافق خير الدين بربروسا حاكم معظم الجزائر، على أن يصبح واليًا إقليميًا في ظل العثمانيين. |
| 1519      |              | ثورات الجلالية [الإنجليزية]. |
| 1520      |              | بدأ عهد سليمان القانوني. |
| 1521      |              | احتل سليمان القانوني بلغراد. |
| 1522      |              | فتح جزيرة رودس. |
| 1526      |              | معركة موهاج، انتصار العثمانيين ومقتل لويس الثاني ملك المجر وانهيار مملكة المجر. |
| 1529      |              | قاد سليمان القانوني حصار فيينا. |
| 1532      |              | حصار كوشيج [الإنجليزية]. |
| 1534      |              | قاد السلطان سليمان حملة العراق ضد الصفويين وضم بغداد. |
| 1536      |              | إعدام إبراهيم باشا الفرنجي. |
| 1537      |              | حصار كورفو [الإنجليزية] |
| 1538      |              | هزيمة العصبة المقدسة البحرية في معركة بروزة. |
| 1541      |              | احتلال بودا وتأسيس الحكم العثماني على المجر. |
| 1543      |              | البدء بحصار إسترغوم |
| 1548      |              | الحملة الفارسية. |
| 1551      |              | الاستحواذ على طرابلس الغرب بعد حصارها. |
| 1552      | أغسطس        | الاستيلاء على مسقط استولى عليها العثمانيون من الإمبراطورية البرتغالية. |
| 1553      | 6 أكتوبر     | إعدام شاهزاده مصطفى ولي العهد خلال الحملة الثانية عشر لسليمان. |
| 1555      |              | توقيع سلام أماسيا مع الدولة الصفوية. تكون أرمينيا الغربية (الأناضول الشرقية) وغرب جورجيا (بما في ذلك سامتسخ الغربية) وغرب كردستان في أيدي العثمانيين. كما سيطر الأخير على معظم العراق. بينما ظلت أرمينيا الشرقية وجورجيا الشرقية (ومنها سامتسخ الشرقية) وداغستان وشيروان (جمهورية أذربيجان الحالية) تحت الحكم الصفوي. |
| 1560      |              | معركة جربة. اندلاع حريق إسطنبول الكبير [الإنجليزية]. |
| 1565      |              | فشل حصار مالطا. |
| 1565      | ديسمبر       | اندلاع تمرد ماريوفو وبريليب [الإنجليزية] في شمال مقدونيا العثمانية [الإنجليزية]. اقتحم الثوار المقدونيون بلدة بريليب مما تسبب باندلاع الحرب، فقام الإنكشاريون بعدها بقمع الثورة. |
| 1566      | 6 سبتمبر     | وفاة سليمان القانوني خلال حصار سيكتوار، واعتلاء سليم الثاني العرش. |
| 1573-1570 |              | الحرب العثمانية - البندقية (1570–1573). واكتمال فتح قبرص بعد نجاح حصار فاماغوستا. |
| 1571      |              | معركة ليبانت. وانتصار العصبة المقدسة على العثمانيين. |
| 1571      |              | حريق موسكو بعد أن داهم خان دولة القرم دولت كراي الأول المدينة. |
| 1574      |              | فتح تونس، ووفاة سليم الثاني واعتلاء مراد الثالث الحكم. |
| 1575      |              | اكتمل بناء جامع السليمية بإشراف المهندس المعماري معمار سنان في سنوات 1569–1575. |
| 1578      |              | الحرب العثمانية الصفوية (1578–1590). |
| 1590      |              | معاهدة اسطنبول بين العثمانيين والصفويين؛ فأضحت جورجيا وأذربيجان وأرمينيا وغرب إيران تحت الحكم العثماني. فبلغ العثمانيون أقصى امتداد لهم شرقًا. |
| 1593      | 22 يونيو     | معركة سيساك. |
| 1606-1593 |              | الحرب الطويلة. هي سلسلة حروب برية غير حاسمة بين ملكية هابسبورغ والسلطنة العثمانية استمرت 13 عامًا وانتهت بسلام زيتفاتوروك. |
| 1595      | 16 يناير     | وصول محمد الثالث إلى سدة الحكم. |
| 1596      | 23–26 أكتوبر | معركة كرزت. |

## القرن 17
| السنة     | التاريخ                        | الحدث |
| --------- | ------------------------------ | --- |
| 1618-1603 |                                | الحرب العثمانية الصفوية. خسر العثمانيون جميع الأراضي التي نالوها في معاهدة فرحات باشا. |
| 1609      |                                | سحق مراد باشا القويوجي ثورات الجلالية [الإنجليزية] العلوية. |
| 1612      |                                | معاهدة نصوح باشا بين الدولة العثمانية والدولة الصفوية. تخلى العثمانيون عن جميع المكاسب التي حققوها سابقا. |
| 1618      |                                | توقيع معاهدة سراف مع الصفويين بعد خسائرهم في الحرب العثمانية الصفوية (1603–1618). |
| 1622      | 20 مايو                        | مقتل عثمان الثاني. |
| 1622      | ثورة أباظة محمد باشا.          | |
| 1639      |                                | توقيع معاهدة زهاب مع الدولة الصفوية. عادت الحدود إلى ما تم الاتفاق عليه في صلح أماسيا (1555). التقسيم الحاسم للقوقاز، والاعتراف بالسيطرة العثمانية على العراق. تكون غرب جورجيا (مثل سامتسخ الغربية)) وأرمينيا الغربية بيد الأتراك. وتبقى جورجيا الشرقية وأرمينيا الشرقية وداغستان وشيروان (جمهورية أذربيجان الحالية) تحت السيطرة الإيرانية. |
| 1648      |                                | تنحية السلطان إبراهيم، تنصيب ابنه محمد الرابع. |
| 1649      | 12 مايو                        | معركة فوجة. |
| 1651      | 2 سبتمبر                       | اغتيال السلطانة كوسم. |
| 1656      |                                | تم تعيين محمد باشا الكوبريللي صدرًا أعظم، فدخل آل كوبريللي السياسة، وهي عائلة من الوزراء والمحاربين ورجال الدولة الذين سيطروا على إدارة السلطنة خلال النصف الأخير من القرن 17، وهي حقبة عُرفت باسم عصر كوبريللي (1656-1703). |
| 1658      |                                | قام محمد الكوبريللي بعمليات تطهير واسعة النطاق لسلاح الفرسان العثماني. |
| 1658      | ثورة أباظة حسن باشا.           | |
| 1658      | الغزو العثماني لإنيو (يانوفا). | |
| 1661      |                                | وفاة محمد باشا الكوبريللي. أصبح نجله فاضل أحمد باشا الصدر الأعظم. |
| 1664-1663 |                                | الحرب النمساوية التركية، التي انتهت الحرب بسلام فسفار. |
| 1669      |                                | انتهاء حصار كاندية الذي دام 19 عامًا بدخول العثمانيين المدينة. |
| 1676-1672 |                                | الحرب البولندية العثمانية. واحتلال العثمانيين لكامينيتس. وفي نهاية الحرب كانت الدولة العثمانية قد وصلت أقصى مساحتها في أوروبا. |
| 1676      |                                | وفاة فاضل أحمد باشا. فأصبح صهره قرة مصطفى باشا الوزير الأعظم. |
| 1683      | 12 سبتمبر                      | معركة فيينا وهزيمة العثمانيين. |
| 1683      | 25 ديسمبر                      | إعدام قرة مصطفى باشا بعد هزيمته السريعة. |
| 1686      |                                | خسارة بودا لصالح هابسبورغ النمساوية. |
| 1687      |                                | خلع محمد الرابع. |
| 1689      | 20 أكتوبر                      | جرت انتفاضة في مقدونيا العثمانية في إيالة الروملي، عُرفت باسم تمرد كاروش. |
| 1697      | 11 سبتمبر                      | معركة زانطة. هزيمة العثمانيين ومقتل ألماس محمد باشا الصدر الأعظم. |
| 1699      |                                | تنازل العثمانيون عن معظم المجر إلى النمسا بموجب معاهدة كارلوفجة. |

## القرن 18
| السنة     | التاريخ     | الحدث                                                                  |
| --------- | ----------- | ---------------------------------------------------------------------- |
| 1715      |             | استعادة المورة.                                                        |
| 1718      |             | التوقيع على معاهدة باساروفجا.                                          |
| 1718      |             | بدء عصر الخزامى (حتى 1730).                                            |
| 1729      |             | أول مطبعة باللغة التركية لإبراهيم متفرقة.                              |
| 1730      |             | ثورة باترونا خليل [الإنجليزية] التي أنهت عصر الخزامى بخلع أحمد الثالث. |
| 1739-1735 |             | الحرب الروسية التركية.                                                 |
| 1739      |             | انهت معاهدة بلجراد الحرب الروسية التركية.                              |
| 1770      | 5 - 7 يوليو | معركة شيسما الأولى من المعارك الكارثية للأسطول العثماني ضد روسيا.      |
| 1774      |             | التوقيع على معاهدة كيتشوك كاينارجي.                                    |
| 1791      | 4 أغسطس     | معاهدة زيشتوف                                                          |
| 1792      | 9 يناير     | اتفاقية ياش                                                            |

## القرن 19
| السنة     | التاريخ   | الحدث |
| --------- | --------- | --- |
| 1804      | 14 فبراير | الانتفاضة الصربية الأولى: بدء الثورة الصربية. |
| 1807      | مايو      | ثورة مصطفى كبابجي [الإنجليزية]: خلع السلطان الإصلاحي سليم الثالث. |
| 1808      | 21 يوليو  | أجهض الصدر الأعظم علمدار مصطفى باشا الثورة. إلا أن سليم الثالث كان قد توفي، فعين محمود الثاني سلطانًا. |
| 1813      | 23 أبريل  | الانتفاضة الصربية الثانية. |
| 1821      |           | بدء حرب الاستقلال اليونانية. |
| 1826      | 15 يونيو  | الواقعة الخيرية: تم تفكيك الإنكشارية الذي يعود تاريخه إلى قرون بعد تمرده ضد محمود الثاني. |
| 1830      |           | قامت فرنسا بغزو الجزائر. |
| 1831      | 11 نوفمبر | تقويم وقايع: أول صحيفة رسمية باللغة التركية. |
| 1832      | 21 يوليو  | حرب الاستقلال اليونانية: إضفاء الطابع الرسمي على سيادة اليونان. |
| 1831–1833 |           | الحرب المصرية العثمانية. |
| 1833      | 8 يوليو   | معاهدة هنكار إسكله سي ساعدت روسيا الدولة العثمانية ضد التهديد المصري وأكدت حمايتها |
| 1838      |           | فتحت المعاهدة الأنجلو-عثمانية أبواب السلطنة للتجارة الحرة مع الدول الأوروبية. |
| 1839      |           | حقبة التنظيمات العثمانية. |
| 1853      | 4 أكتوبر  | بدأت حرب القرم مع روسيا، بانضمام بريطانيا وفرنسا وسردينيا إلى الجانب العثماني. |
| 1860      | 21 أكتوبر | اصدار أول صحيفة خاصة باللغة التركية عن آغا أفندي وهي (ترجمان أحوال). |
| 1862      | 5 فبراير  | قيام دولة رومانية متمتعة بالحكم الذاتي. |
| 1875      | 30 أكتوبر | تخلف العثمانيون عن سداد دينهم العام، بعد أن أبرموا عقود قروض لأول مرة مع دائنيهم الأوروبيين بعد وقت قصير من بداية حرب القرم.                                                                               |
| 1876      | 23 ديسمبر | افتتح مؤتمر القسطنطينية 1876-1877، الذي أنهى إصلاحات التنظيمات بعد إفلاس الإمبراطورية. |
| 1877      | 24 أبريل  | اندلاع الحرب الروسية العثمانية (1877–1878). |
| 1878      | 3 مارس    | الحرب الروسية التركية (1877-1878): اعترفت معاهدة سان ستيفانو باستقلال رومانيا والصرب، بالإضافة إلى إقامة إمارة بلغارية مستقلة تحت الحماية العثمانية الاسمية. احتلال النمسا-المجر البوسنة حسب اجتماع برلين. |
| 1878      | 4 يونيو   | احتلت بريطانيا قبرص. |
| 1881      |           | أصبحت تونس مستعمرة فرنسية. |
| 1882      |           | خضعت مصر للحماية البريطانية. |
| 1885      | 6 سبتمبر  | نقل إدارة الروملي الشرقية إلى الحكومة البلغارية. |

## القرن 20
| السنة | التاريخ   | الحدث |
| ----- | --------- | --- |
| 1908  |           | المشروطية الثانية (ثورة تركيا الفتاة) |
| 1908  | 5 أكتوبر  | بلغاريا تنال كامل استقلالها. |
| 1908  | 7 أكتوبر  | الأزمة البوسنية بعد اعلان النمسا-المجر ضم البوسنة (شكليا فقط). |
| 1911  | 11 نوفمبر | الحرب العثمانية الإيطالية: هزمت إيطاليا العثمانيين في حرب قصيرة، واستولت على ليبيا منهية الوجود العثماني الذي دام 340 عامًا في شمال إفريقيا. |
| 1912  | 8 أكتوبر  | حرب البلقان الأولى: أعلنت ألبانيا استقلالها. |
| 1913  | 17 مايو   | حرب البلقان الأولى: تقريبًا أزيحت الدولة العثمانية من أوروبا، باستثناء اسطنبول وبعض الأرض التي تكفي للدفاع عنها. |
| 1914  | 2 مايو    | دخلت الدولة العثمانية في الحرب العالمية الأولى الحرب العالمية الأولى إلى جانب قوى المركز. تم ضم قبرص إلى بريطانيا. |
| 1915  | 24 أبريل  | بدأت الدولة العثمانية بترحيل قسري للأرمن. |
| 1915  | 25 أبريل  | حملة جاليبولي: تحت قيادة مصطفى كمال نجح الجيش العثماني في صد غزو بريطانيا للدردنيل في تركيا. |
| 1915  | 7 ديسمبر  | حصار الكوت كانت هزيمة كبرى للبريطانيين، وأكبر استسلام جماعي للجيش البريطاني منذ يوركتاون (الحرب الثورية الأمريكية). |
| 1917  | 23 فبراير | الثورة الروسية التي أوقفت المعارك في القوقاز، مما سمح لأنور باشا بتأسيس جيش الإسلام واستعادة الأراضي في شرق الأناضول من روسيا، حتى حدود ما قبل الحرب. |
| 1918  | 30 أكتوبر | هدنة مودروس وانتهاء الأعمال الحربية في مسرح الشرق الأوسط في الحرب العالمية الأولى، وكما ذكر البند السابع: على أن "الحلفاء لهم الحق في احتلال أي نقاط استراتيجية في حالة حدوث أي وضع يهدد أمنهم".." استغل هذا البند لاحقًا كلا من اليونانيين والإيطاليون والفرنسيون والبريطانيون لاحتلال الأراضي العثمانية التي شعروا أنها في خدمة مصالحهم الإقليمية. |
| 1919  | 15 مايو   | إنزال القوات اليونانية في إزمير واحتلالها بموافقة الحلفاء. بدأت الفظائع اليونانية على السكان المدنيين الأتراك المسلمين المحليين، مما أدى إلى استياء الشعب التركي على نطاق واسع. |
| 1919  | 19 مايو   | اندلاع حرب الاستقلال التركية. |
| 1920  | 10 أغسطس  | معاهدة سيفر وهي إيذانا ببدء تقسيم الدولة العثمانية. رفضها القوميون الأتراك وأدت إلى انشاء حكومة الجمعية الوطنية الكبرى التي اتخذت من أنقرة مقراً لها. |
| 1922  | 1 نوفمبر  | إلغاء الدولة العثمانية من قبل الجمهورية التركية. |
| 1923  | 24 يوليو  | التوقيع على معاهدة لوزان. |
| 1924  | 3 مارس    | إلغاء الخلافة العثمانية من قبل الجمعية الوطنية الكبرى |